# Кюлан (коммуна)
Кюла́н (фр. Culan) — коммуна во Франции, находится в регионе Центр. Департамент — Шер. Входит в состав кантона Шатомейан. Округ коммуны — Сент-Аман-Монтрон.
Код INSEE коммуны — 18083.

## География
Коммуна расположена приблизительно в 260 км к югу от Парижа, в 155 км южнее Орлеана, в 60 км к югу от Буржа.
По территории коммуны протекает река Арнон.

## Население
Население коммуны на 2008 год составляло 796 человек.
| 1962 | 1968 | 1975 | 1982 | 1990 | 1999 | 2008 |
| ---- | ---- | ---- | ---- | ---- | ---- | ---- |
| 1261 | 1310 | 1164 | 1055 | 932  | 822  | 796  |

## Администрация
| Период | Период | Фамилия        | Партия        | Примечания                           |
| ------ | ------ | -------------- | ------------- | ------------------------------------ |
| 1989   | 1990   | Мари-Рен Деруэ |               |                                      |
| 1990   | 1990   | Филипп Данно   |               | председатель муниципальной делегации |
| 1990   | 1995   | Мишель Овити   |               |                                      |
| 1995   | 2011   | Ги Курзаде     | Разные правые | секретарь мэрии                      |
| 2011   | 2014   | Жан-Клод Грос  |               |                                      |

## Экономика
Основу экономики составляет сельское хозяйство.
В 2007 году среди 480 человек в трудоспособном возрасте (15-64 лет) 332 были экономически активными, 148 — неактивными (показатель активности — 69,2 %, в 1999 году было 71,2 %). Из 332 активных работали 298 человек (151 мужчина и 147 женщин), безработных было 34 (17 мужчин и 17 женщин). Среди 148 неактивных 26 человек были учениками или студентами, 61 — пенсионерами, 61 были неактивными по другим причинам.

## Достопримечательности
- Замок Кюлан (XIII век). Исторический памятник с 1926 года[3]
- Церковь Сен-Венсан (XVII век)
- Средневековый «римский» мост. Исторический памятник с 1986 года[4]
- Виадук (XIX век)
- Водяная мельница

## Фотогалерея

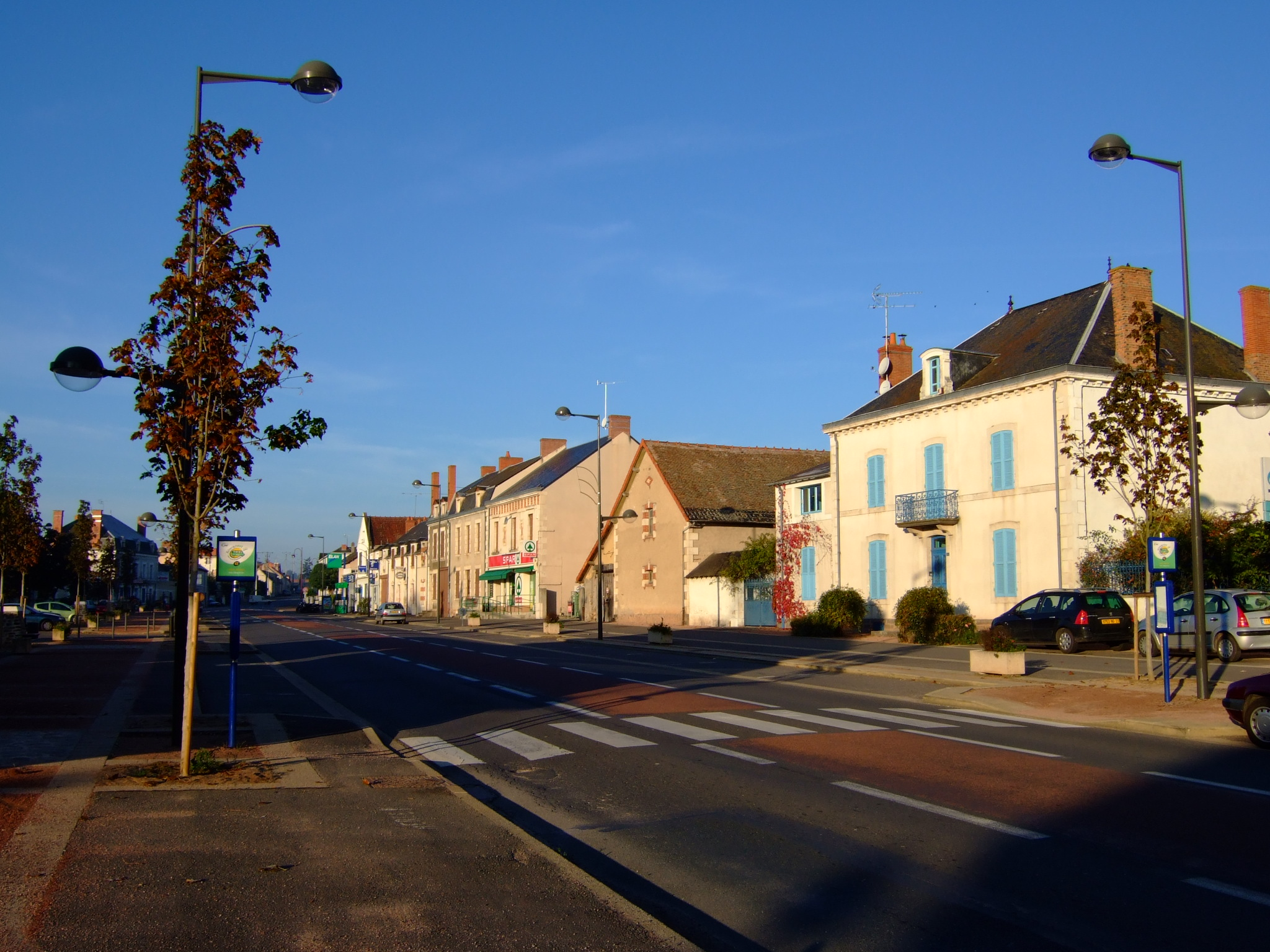
Центр Кюлана
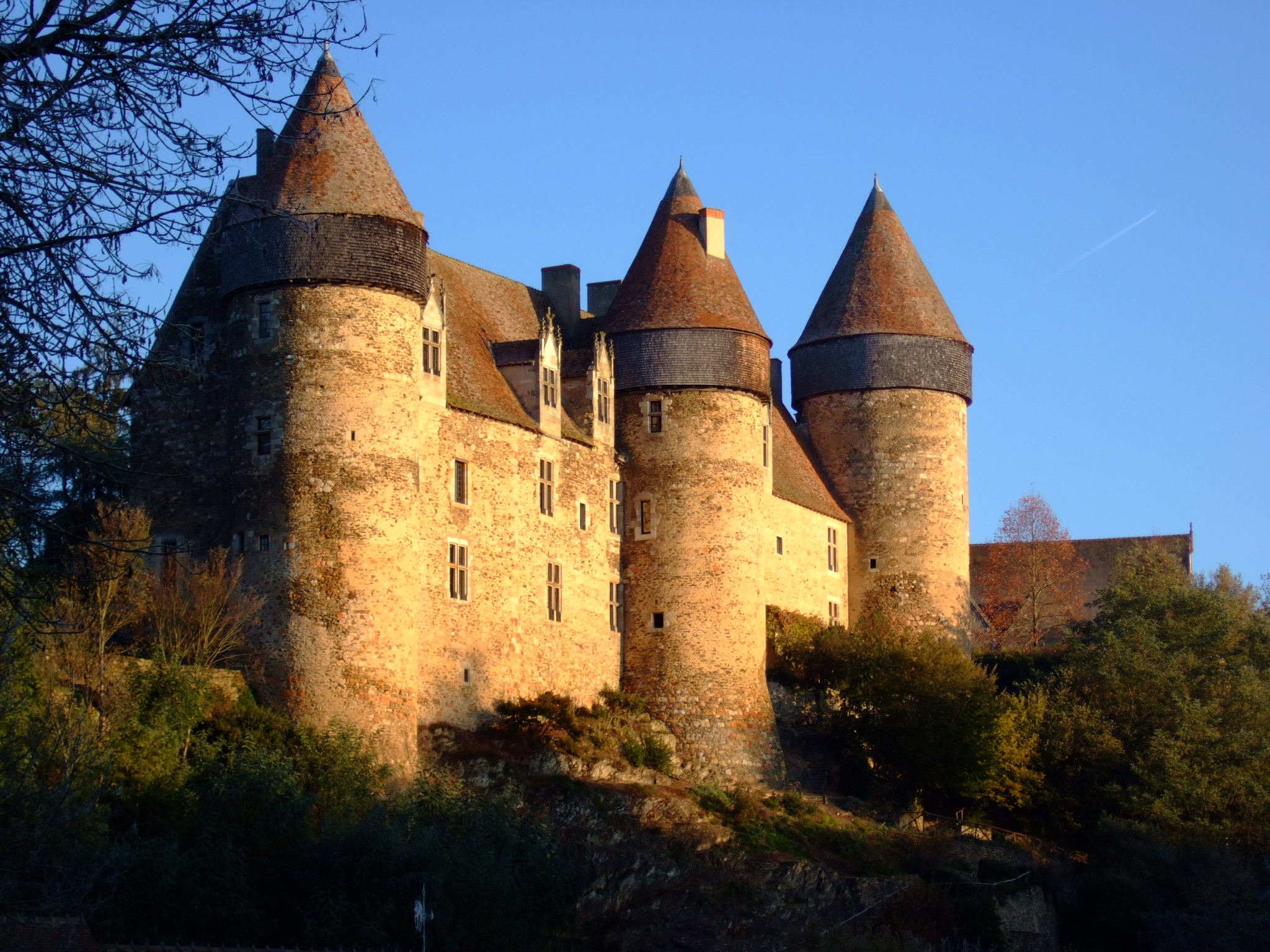
Замок Кюлан
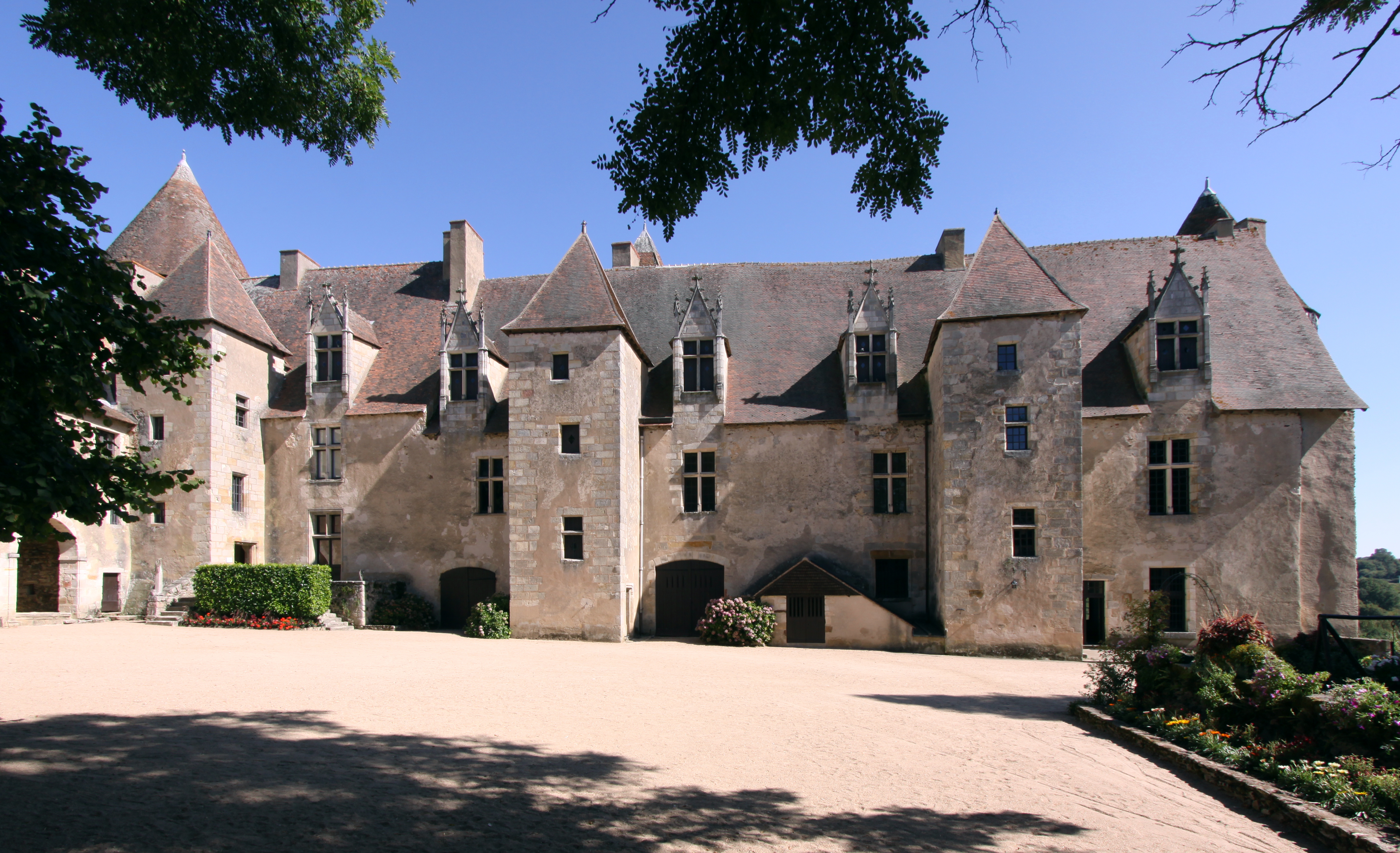
Замок Кюлан
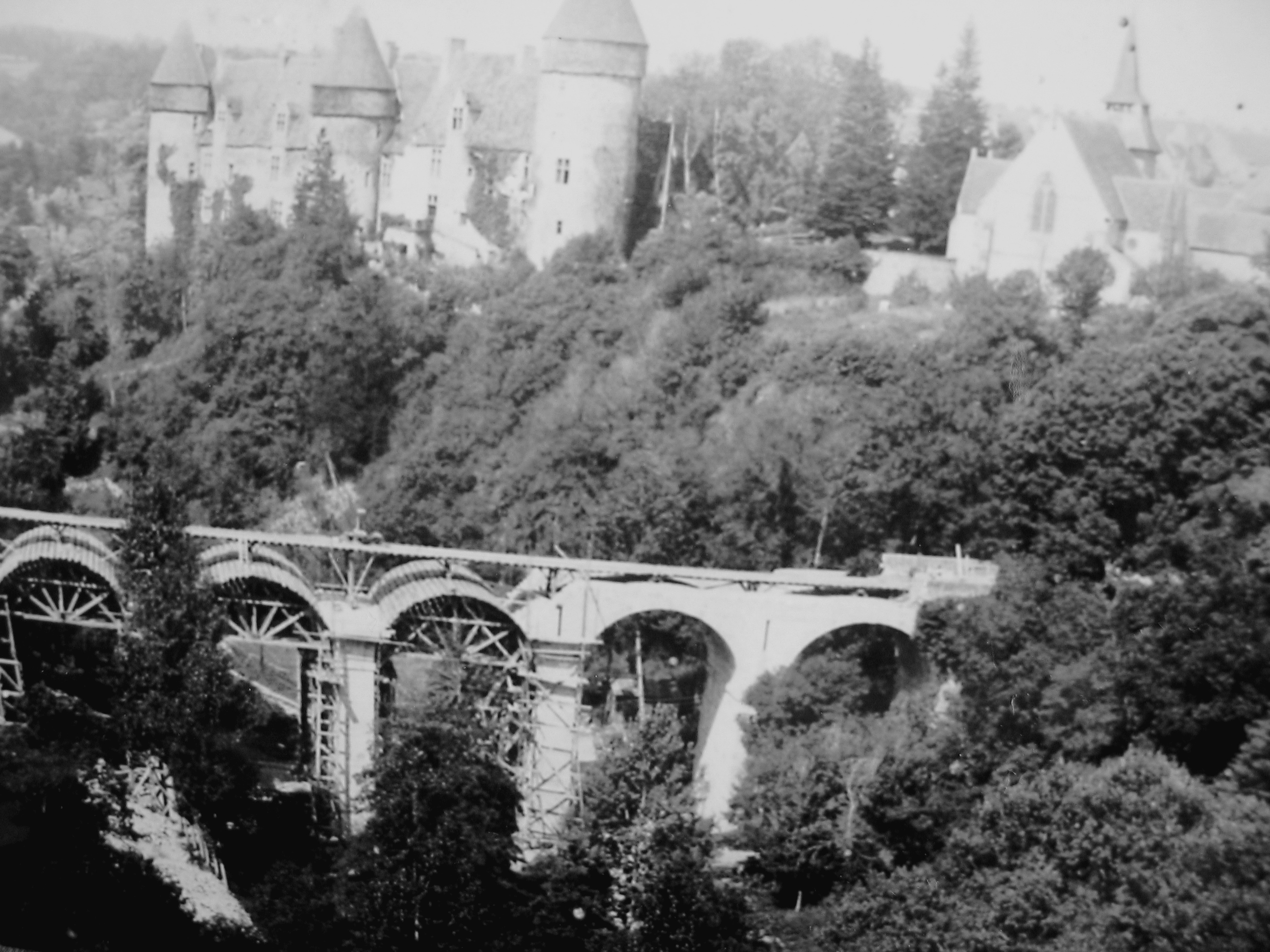
Реконструкция моста
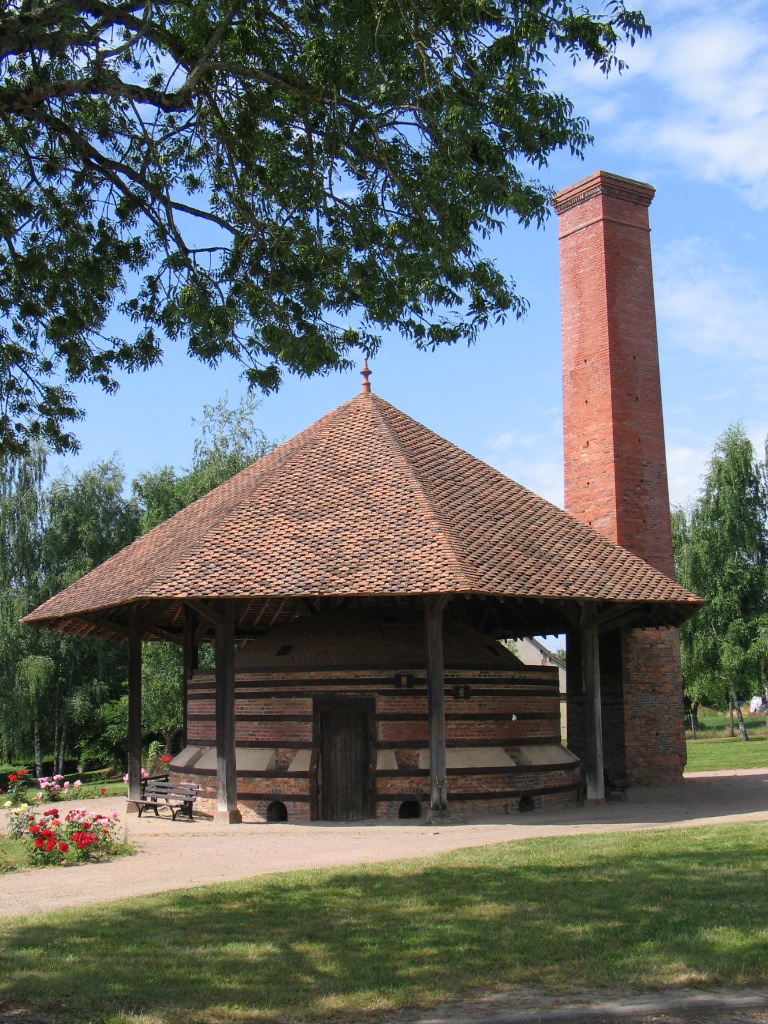
Печь для обжига черепицы